# Radvenci
Radvenci este o localitate din comuna Gornja Radgona, Slovenia, cu o populație de 142 de locuitori.